# Rychlobruslení na Zimních olympijských hrách 2022 – 3000 metrů ženy
Závod na 3000 metrů žen na Zimních olympijských hrách 2022 se konal v hale National Speed Skating Oval v Pekingu dne 5. února 2022.
Závod vyhrála v olympijském rekordu a rekordu dráhy Nizozemka Irene Schoutenová, druhá skončila Italka Francesca Lollobrigidová a třetí Kanaďanka Isabelle Weidemannová. V závodě startovaly dvě Češky, Martina Sáblíková zopakovala z předchozích ZOH čtvrté místo, Nikola Zdráhalová skončila na 18. místě.

## Rekordy
Před závodem měly rekordy následující hodnoty:
| Světový rekord    | Martina Sáblíková    | 3:52,02 | Utah Olympic Oval, Salt Lake City | 9. března 2019 |
| Olympijský rekord | Claudia Pechsteinová | 3:57,70 | Utah Olympic Oval, Salt Lake City | 10. února 2002 |
| Rekord dráhy      | Chan Mej             | 4:16,87 |                                   | 7. dubna 2021  |

## Výsledky
| Pořadí           | Dvojice | Dráha | Jméno                       | Země                   | Čas          | Ztráta |
| ---------------- | ------- | ----- | --------------------------- | ---------------------- | ------------ | ------ |
| Zlatá medaile    | 10      | O     | Irene Schoutenová           | Nizozemsko             | 3:56,93 (OR) | 0,00   |
| Stříbrná medaile | 10      | I     | Francesca Lollobrigidová    | Itálie                 | 3:58,06      | +1,13  |
| Bronzová medaile | 9       | I     | Isabelle Weidemannová       | Kanada                 | 3:58,64      | +1,71  |
| 4.               | 8       | I     | Martina Sáblíková           | Česko                  | 4:00,34      | +3,41  |
| 5.               | 9       | O     | Ragne Wiklundová            | Norsko                 | 4:01,44      | +4,51  |
| 6.               | 3       | I     | Miho Takagiová              | Japonsko               | 4:01,77      | +4,84  |
| 7.               | 3       | O     | Carlijn Achtereekteová      | Nizozemsko             | 4:02,21      | +5,28  |
| 8.               | 6       | O     | Antoinette de Jongová       | Nizozemsko             | 4:02,37      | +5,44  |
| 9.               | 6       | I     | Ajano Satóová               | Japonsko               | 4:03,40      | +6,47  |
| 10.              | 4       | O     | Jevgenija Lalenkovová       | Sportovci ROV          | 4:03,42      | +6,49  |
| 11.              | 5       | O     | Natalja Voroninová          | Sportovci ROV          | 4:03,84      | +6,91  |
| 12.              | 5       | I     | Valérie Maltaisová          | Kanada                 | 4:04,27      | +7,34  |
| 13.              | 2       | O     | Naděžda Morozovová          | Kazachstán             | 4:04,97      | +8,04  |
| 14.              | 8       | O     | Ivanie Blondinová           | Kanada                 | 4:06,40      | +9,47  |
| 15.              | 7       | O     | Chan Mej                    | Čína                   | 4:07,74      | +10,81 |
| 16.              | 7       | I     | Marina Zujevová             | Bělorusko              | 4:08,70      | +11,77 |
| 17.              | 1       | I     | Ahena Er Adake              | Čína                   | 4:12,28      | +15,35 |
| 18.              | 4       | I     | Nikola Zdráhalová           | Česko                  | 4:13,13      | +16,20 |
| 19.              | 2       | I     | Mia Kilburgová-Manganellová | Spojené státy americké | 4:13,42      | +16,49 |
| 20.              | 1       | O     | Claudia Pechsteinová        | Německo                | 4:17,16      | +20,23 |

### Mezičasy medailistek
| Jméno                    | Země       | 200 m         | 600 m         | 1000 m          | 1400 m          | 1800 m          | 2200 m          | 2600 m          | Cíl             |
| ------------------------ | ---------- | ------------- | ------------- | --------------- | --------------- | --------------- | --------------- | --------------- | --------------- |
| Irene Schoutenová        | Nizozemsko | 19,97 (+0,41) | 50,42 (+0,53) | 1:21,43 (+0,76) | 1:52,56 (+0,49) | 2:23,61 (+0,29) | 2:54,67 (0,00)  | 3:26,07 (0,00)  | 3:56,93 (0,00)  |
| Francesca Lollobrigidová | Itálie     | 19,56 (0,00)  | 49,89 (0,00)  | 1:20,67 (0,00)  | 1:52,07 (0,00)  | 2:23,32 (0,00)  | 2:55,04 (+0,37) | 3:26,36 (+0,29) | 3:58,06 (+1,13) |
| Isabelle Weidemannová    | Kanada     | 20,19 (+0,63) | 50,97 (+1,08) | 1:22,02 (+1,35) | 1:53,44 (+1,37) | 2:24,63 (+1,31) | 2:55,58 (+0,91) | 3:26,65 (+0,58) | 3:58,64 (+1,71) |